# Chant funèbre (Stravinsky)
Pour les articles homonymes, voir Chant funèbre.
Chant funèbre (Погребальная песнь / Pogrebal'naya Pesnya) est une œuvre pour orchestre d'Igor Stravinsky. L'œuvre est composée en 1908 en hommage à Nikolaï Rimski-Korsakov et créée en avril 1909. La partition est ensuite perdue au cours de la révolution russe, et n'est retrouvée qu'en 2015 au Conservatoire de Saint-Pétersbourg, à l'occasion du déménagement de la bibliothèque du conservatoire.